# Georges Glineur
Georges Glineur (Ostricourt, 8 december 1911 – Courcelles, 3 oktober 1997) was een Belgisch politicus voor de Kommunistische Partij van België en een Waals militant.

## Biografie
Georges Glineur werd geboren in Ostricourt, gelegen in het mijnbekken van Noord-Frankrijk, als jongste kind in een gezin met drie kinderen. Zijn vader was daar aan de slag gegaan als mijnwerker nadat hij in België op een zwarte lijst was terechtgekomen vanwege zijn syndicale activiteiten. In 1913 keerde het gezin terug naar het Henegouwse Roux, waar Glineurs vader niet veel later overleed. Omdat zijn gezin het niet zo breed had en moest rekenen op het salaris van zijn oudste broer Henri, volgde Georges Glineur enkel lager onderwijs en ging hij op zijn veertiende aan het werk. De volgende jaren oefende hij verschillende banen uit: eerst werkte hij in de mijnen als galerijhouder en dieptemijnwerker, daarna was hij achtereenvolgens kapper, vertinner, metselaar en onderhoudswerker bij de Spoorwegen. Van 1926 tot 1929 was hij werkzaam in de glasblazerij van Roux en van 1929 tot 1932 werkte hij als arbeider in elektromechanicafabriek ACEC in Charleroi. Twee jaar werkloosheid stelde hem in staat om in avondonderwijs een opleiding tot burgerlijk ingenieur te volgen, zodat hij aan de slag kon als grondwerker in de bouwsector. In 1932 was hij een vurige deelnemer aan de stakingen tegen de loonverminderingen in de mijn- en metaalindustrie, hetgeen hem zijn baan bij ACEC kostte.
Afkomstig uit een socialistische familie evolueerden Georges Glineur en zijn oudere broer Henri richting het communisme. In navolging van zijn broer trad Georges Glineur in 1930 toe tot de communistische PCB en werd hij actief in de communistische partijfederatie van het arrondissement Charleroi, die mede was opgericht door zijn broer. Ook was hij syndicaal actief. Hij was vanaf 1926 lid van de vakbond der glasblazers en was aangesloten bij de communistische mijnwerkersvakbond Chevaliers du Travail en vervolgens bij de socialistische Centrale der Metaalbewerkers, waar hij in 1938 vanwege zijn communistische engagement werd uitgesloten. In 1936 werd Glineur secretaris van de PCB-afdeling in Courcelles en in 1937 voegde hij zich bij de directie van de PCB-federatie van het arrondissement Charleroi. In oktober 1938 werd hij dan verkozen tot gemeenteraadslid van Courcelles, een functie die hij tot eind 1988, hetzij vijftig jaar, uitoefende. Van 1965 tot 1970 was hij er schepen van Openbare Werken.
Na de uitbraak van de Tweede Wereldoorlog in september 1939 werd Glineur gemobiliseerd door het Belgisch leger en in mei 1940 streed hij mee in de Achttiendaagse Veldtocht, nadat Duitsland België was binnengevallen. Door de Belgische capitulatie werd Georges Glineur krijgsgevangen genomen, maar tijdens zijn wegvoering naar Duitsland wist hij te ontsnappen. Hij hernam zijn engagement binnen de PCB en ging als houweelwerker aan de slag bij de NMBS. Na de Duitse invasie van de Sovjet-Unie trad hij in juli 1941 in de clandestiniteit en lag hij samen met onder meer zijn broer Henri aan de basis van de Onafhankelijkheidsfront-afdeling in Charleroi en verschillende andere kleine verzetsgroepen. Glineur organiseerde met senator Valentin Tincler en figuren als Raoul Baligand en Sam Herssens het verzet en werd ook actief in het Belgisch leger der partizanen. Omdat hij te bekend was in de regio en steeds meer in het vizier kwam van de Gestapo, werd hij in augustus 1942 aan het hoofd geplaatst van de PCB-federatie in het arrondissement Hoei-Borgworm, om er zijn verklikte broer te vervangen. Georges Glineur werd in mei 1943 op zijn beurt verraden en in Huccorgne gearresteerd door de Gestapo. Vervolgens zat hij opgesloten in de gevangenis van Saint-Léonard in Luik en in de gevangenissen van de Noord-Franse gemeente Loos en het Brusselse Sint-Gillis. Op 2 september 1944 zou hij weggevoerd worden naar Duitsland, omdat de geallieerden steeds verder naar Brussel aan het oprukken waren, maar de trein bleek gesaboteerd te zijn, waarna de inzittenden door de bezetter aan hun lot werden overgelaten. Kort daarna bereikten de geallieerden Brussel en vond de Bevrijding plaats.
Na de Bevrijding werd Glineur benoemd tot politiek secretaris van de PCB-federatie van Centre-Thudinië, een functie die hij vanaf november 1944 uitoefende in de PCB-federatie van Charleroi. Zijn status als verzetsstrijder en zijn voorbeeldige houding tijdens zijn detentie versnelden zijn opmars binnen de PCB en in 1946 werd hij verkozen in het Centraal Comité van de partij. Een jaar later werd hij als adjunct toegevoegd aan nationaal secretaris Jean Borremans en kreeg hij als opdracht om de fabriekscellen van de PCB op nationaal niveau te versterken, in een context van forse spanningen met de socialisten binnen de vakbond FGTB. Daarna was Glineur vanaf 1949 opnieuw politiek secretaris van de PCB-federatie van het arrondissement Charleroi en van 1950 tot 1985 zetelde hij in het Politiek Bureau van de PCB. Glineur bleef loyaal aan zijn partij en ging mee in de ideologische evoluties die de partij onderging, maar hield er toch een meer orthodoxe visie op het communisme op na en weigerde na de val van het communisme in Oost-Europa eind jaren 1980 een eventuele ontbinding van de communistische partij te aanvaarden.
In februari 1946 werd hij verkozen tot lid van de Kamer van volksvertegenwoordigers voor het arrondissement Charleroi, een functie die hij uitoefende tot in juni 1958. Hij werd toen niet herkozen, maar zou van maart 1961 tot november 1971 opnieuw in de Kamer zetelen. Van januari tot november 1971 was hij voorzitter van de PCB-fractie in de Kamer. Na een tweede onderbreking was hij van december 1978 tot november 1981 nogmaals volksvertegenwoordiger. Als ouderdomsdeken zat hij begin 1979 de vergaderingen van de Kamer voor, tot na de lange formatie van de regering-Martens I in april 1979 een officiële Kamervoorzitter werd aangesteld. In de Kamer nam hij vooral het woord over thema's die verbonden waren aan de sociale zekerheid, zoals werkloosheid, veiligheid en hygiëne op de werkvloer, minimumlonen, pensioenen, betaalde vakantie en beroepsziekten.
Door het toen bestaande dubbelmandaat zetelde hij van januari 1979 tot oktober 1980 eveneens in de Franse Cultuurraad en van oktober 1980 tot november 1981 in de Raad van de Franse Gemeenschap en de Waalse Gewestraad. Glineur zat de openingsvergadering van de Waalse Gewestraad in het Novotel van Wépion voor en was er daarna tot november 1981 voorzitter van de PCB-fractie. Hij had nauwe banden met pater Jules Mahieu en was lid van de Waalse Concentratie. Hij was ook lid van het Mouvement populaire wallon sinds het begin van de jaren 1960 en nam actief deel aan het Waals Petitionnement (pétitionnement wallon) van 1963. Glineur was ongelukkig met de twisten tussen de PSB en de MPW. Glineur leunde dicht aan bij socialisten als Ernest Glinne, die voor het federalisme en economische structuurhervormingen gewonnen waren. Niettemin nam hij op latere leeftijd afstand van het federalisme en stemde tegen de staatshervormingen van 1970 en 1980.
De kreet "Vive la République" die de eedaflegging van prins Boudewijn verstoorde op 11 augustus 1950 (te midden van de Koningskwestie), werd door toenmalige persberichten in onder meer De Standaard en Indépendance toegeschreven aan Glineur. Hij zou de republikeinse slogan als eerste hebben geroepen, waarop partijvoorzitter Julien Lahaut deze nog eens herhaald zou hebben. In 1983 verklaarde Glineur zelf tijdens de heruitzending van aflevering 12 van de reeks De Nieuwe Orde van Maurice De Wilde dat hijzelf en niet Lahaut de eerste was die Vive la République! had geroepen bij de eedaflegging. Dit wordt gestaafd in de memoires van Gaston Eyskens.